# Stenocercus santander
Espèce
Statut de conservation UICN

 LC  : Préoccupation mineure
Stenocercus santander est une espèce de sauriens de la famille des Tropiduridae.

## Répartition et habitat
Cette espèce est endémique du département de Santander dans le nord de la Colombie. On la trouve entre 1 189 et 2 900 m d'altitude. Elle vit dans la forêt tropicale humide de montagne.

## Publication originale
- Torres-Carvajal, 2007 : New Andean Species of Stenocercus (Squamata: Iguania) from the Eastern Cordillera in Colombia. Copeia, vol. 2007, n. 1, p. 56–61.